# Lavena Cavuru
Lavena Cavuru (28 de junho de 1994) é uma jogadora de rugby sevens fijiana.

## Carreira
Cavuru integrou a Seleção Fijiana de Rugby Sevens Feminino nos Jogos Olímpicos de Verão de 2020 em Tóquio, quando conquistou a medalha de bronze após derrotar a equipe britânica por 21–16.